# Памятник воинам-землякам (Улахан-Ан)
«Памятник воинам-землякам, участникам Великой Отечественной войны» — мемориальный комплекс, посвящённый памяти воинов участников Великой Отечественной войны в селе Улахан-Ан, 2-го Мальжагарского наслега, Хангаласского улуса, Республики Саха (Якутия). Памятник истории и культуры местного значения.

## Общая информация
После победоносного окончания Великой Отечественной войны в городах и сёлах республики Якутия стали активно возводить первые памятники и мемориалы, посвящённые павшим солдатам. Памятник воинам-землякам был установлен в самом центре села Улахан-Ан Хангаласского улуса. В 1980 году, по проекту В. С. Павлова, в дни празднования 35-летия Победы в Великой Отечественной войне памятник был установлен и торжественно открыт.

## История
По архивным сведениям и документам, в годы Великой Отечественной войны из села Улахан-Ан 123 человека были призваны на фронт, из них 56 воинов погибли и пропали без вести на полях сражений, вернулись к мирной жизни 67 человек, в том числе ветераны Гурьев П. М., Иванов И. Д., Иванов В. Е., Прокопьев И. А., Рожин Ф. П., Трофимов С. А., Соколов И. Г., Голоков И. Г., Македонов Н. А. и многие другие.

## Описание памятника
Памятник представляет собой одну большую 7,6-метровую стелу и рядом стоящие малые 9 стел. Большая центральная стела имеет пирамидально заостренную верхушку. На ней помещён барельеф из бетона с изображением советских воинов, держащих автоматы на руках стволом вверх. На касках этих воинов нанесены красные пятиконечные звезды. Под барельефом имеется надпись «1941-1945». В верхней части стелы отлит и укреплен объемный орден Отечественной войны, выполненный из бетона. Стела размещена на прямоугольной площадке. У подножья стелы сооружён Вечный огонь. Слева и справа расположены невысокие бетонные площадки, на которых установлены 9 маленьких стел. На них прикреплены дюралюминиевые доски с именами участников Великой Отечественной войны. По периметру памятник огражден металлической узорчатой изгородью.
В соответствии с Приказом Министерства культуры и духовного развития Республики Саха (Якутия) "О включении выявленного объекта культурного наследия «Памятник воинам-землякам, участникам Великой Отечественной войны», расположенного по адресу Республика Саха (Якутия), Хангаласский улус (район), с. Улахан-Ан, памятник внесён в реестр объектов культурного наследия народов Российской Федерации и охраняется государством.